# Peter Scharf (Eishockeyspieler)
Peter Scharf (* 15. Juli 1953 in Bad Tölz) ist ein ehemaliger deutscher Eishockeyspieler und -trainer, der in seiner aktiven Zeit von 1972 bis 1991 für den EC Bad Tölz, Berliner SC und DJK SB Rosenheim in der Bundesliga spielte.

## Karriere
Aus dem Nachwuchs des SC Reichersbeuern stammend wechselte er bereits im Nachwuchs zum EC Bad Tölz und spielte dort ab der Saison 1972/73 vier Jahre in der Bundesliga für sein Team. Als die Tölzer den Weg in die Zweitklassigkeit antraten, wechselte er für die Saison 1976/77 zum Berliner SC. Dort schaffte er auch auf Anhieb den Sprung in die deutsche Eishockeynationalmannschaft und spielte bei der 1977 sein erstes internationales Turnier und war fortan fester Bestandteil der deutschen Auswahl. Nach zwei Spielzeiten in Berlin ging er zurück nach Bayern – der SB DJK Rosenheim nahm ihn unter Vertrag und Peter Scharf gewann in den folgenden neun Spielzeiten zweimal (1982 und 1985) den deutschen Meistertitel mit dem Sportbund. In diese Zeit fallen auch seine beiden Teilnahmen an den Olympischen Spielen 1980 in Lake Placid und 1984 in Sarajevo.
Mit 35 Jahren trat Scharf sportlich etwas kürzer und wechselte zurück zum EC Bad Tölz, bei dem er zwei Jahre im Zweitligateam verbrachte. In der Saison 1990/91 spielte er für den EHC Straubing in der Regionalliga, bevor er seine Karriere beendete.
Nach seinem Karriereende betrieb er in Bad Tölz einen Kiosk. Beim EC Bad Tölz trainierte er Nachwuchsmannschaften und die 1b-Mannschaft.
Der 138-fache Nationalspieler ist Mitglied der Hockey Hall of Fame Deutschland.